# Arpelistock
L'Arpelistock est un sommet situé sur la frontière entre le canton du Valais et celui de Berne. Il culmine exactement à 3 035 m d'altitude. La vue sur le glacier de Tsanfleuron, les Alpes valaisannes et les préalpes suisses y est merveilleuse grâce à un bon dégagement. Depuis juin 2008 une croix sommitale y a été érigée.
Son ascension s'effectue en 2 heures depuis le col du Sanetsch (difficulté T4) ou en 6 heures depuis Lauenensee en passant par la Geltenhutte (difficulté T4+, terrain difficile après la cabane). En ski de randonnée la face Nord offre de très belles pentes. Il vaut donc la peine d'effectuer la traversée depuis les Diablerets Glacier 3000 (difficulté PD+) et de passer une nuit à la Geltenhutte avant de continuer sur ce qui s'appelle « la haute route des Alpes bernoises occidentales », Les Diablerets-Gemmi-Kandersteg.